# Zdzisław Marian Malczewski
Zdzisław Marian Malczewski (ur. 21 stycznia 1950 w Nowym Brzesku) – duchowny katolicki, duszpasterz polonijny, korespondent radia watykańskiego, historyk. Rektor Polskiej Misji Katolickiej w Brazylii. Od września 2015 duszpasterz Kapelanii Polskiej w Porto Alegre, stolicy stanu Rio Grande do Sul.

## Wykształcenie
Ukończył Seminarium Zagraniczne Towarzystwa Chrystusowego dla Polonii Zagranicznej w Poznaniu, gdzie uczęszczał w latach 1970–1976. W 1976 obronił magisterium w murach Katolickiego Uniwersytetu Lubelskiego na Wydziale Teologii.
Stopień doktora nauk humanistycznych z historii uzyskał w Instytucie Historii Uniwersytetu im. Adama Mickiewicza w Poznaniu w 1995 na podstawie napisanej pod kierunkiem Lecha Trzeciakowskiego pracy „Obecność Polaków i Polonii w Rio de Janerio”.

## Działalność
11 maja 1976 otrzymał święcenia kapłańskie. Od 1979 działa jako duszpasterz polonijny w Brazylii, a od 1991 również jako stały korespondent Radia Watykańskiego. Od 2009 rektor Polskiej Misji Katolickiej w Brazylii. Jest niezależnym badaczem dziejów społeczności polskiej w Brazylii.
Posługę kapłańską zaczynał jako proboszcz w parafii pod wezwaniem św. Anny w Carlos Gomes (1980–1984), następnie w parafii pod wezwaniem Narodzenia Najświętszej Maryi Panny w Ijuí (1984–1988), później w parafii Matki Bożej Jasnogórskiej w Rio de Janeiro (1989–1994), w latach 1995-2004 pełnił posługę prowincjała w Prowincji Towarzystwa Chrystusowego w Ameryce Południowej, od 2004 do 2015 w parafii pod wezwaniem św. Jana Chrzciciela w Kurytybie. Od września 2015 r. jest duszpasterzem Polonii w Porto Alegre, w stanie Rio Grande do Sul.
Członek Rady Wydawniczej czasopisma naukowego „Latinidade. Revista do Núcleo de Estudos das Américas” wydawanego przez Uniwersytet Stanowy Rio de Janeiro (UERJ).

Udział w Radzie Polonii:
– 23 września 2013 r. Marek Makowski Konsul Generalny RP w Kurytybie powołał do istnienia Radę Polonijną. W Radzie zasiada 10 osób reprezentujących środowisko polonijne trzech południowych stanów: Rio Grande do Sul, Santa Catarina i Parana. Ks. Zdzisław Malczewski SChr - jako rektor PMK w Brazylii - to jeden z członków tego polonijnego ciała doradczego Konsula Generalnego w Kurytybie. Do końca kadencji Marka Makowskiego konsula generalnego odbywały się regularne posiedzenia tego ciała doradczego w sprawach Polonii. Do dzisiaj (09.02.2022) Konsulat nie zlikwidował tej Rady. Zakładamy, że teoretycznie ona pewnie jeszcze istnieje....
– 5 września 2016 r. ks. Zdzisław Malczewski SChr został powołany do Polonijnej Rady Konsultacyjnej przy Marszałku Senatu Stanisławie Karczewskim. Do Rady należało 15 przedstawicieli Polonii z różnych regionów świata. Wspomniana Rada działała do końca IX Kadencji Senatu RP, czyli do końca listopada 2019 r. Marszałek X Kadencji Senatu RP Tomasz Grodzki nie powołał do istnienia ciała doradczego, jakim jest Polonijnej Rady Konsultacyjnej. Tak więc od listopada 2019 r. Marszałek Senatu RP nie posiada doradczego ciała polonijnego.  
Działalność redakcyjna i wydawnicza:
- W latach 1999–2009: pełnił funkcję redaktora naczelnego czasopisma studiów polsko-brazylijskich „Projeções – Revista de estudos polono-brasileiros” wydawanego w języku portugalskim w Kurytybie. W okresie jedenastu lat ukazało się dwadzieścia numerów „Projeções”. Czasopismo było wydawane we współpracy: Prowincji Towarzystwa Chrystusowego w Ameryce Południowej, Centrum Studiów Latynoamerykańskich Uniwersytetu Warszawskiego (CESLA UW) oraz organizacji polonijnej "Braspol".
- W 2010 r. zainicjował jako redaktor i wydawca publikację nowego pisma naukowego „Polonicus – Revista de reflexão Brasil-Polônia”. Periodyk ten jest – w pewien sposób - kontynuacją „Projeções”. Ukazuje się tak jak poprzednie pismo w języku portugalskim, jak również częściowo w języku polskim. Format: A 5, każdy numer posiada 180-200 stron. Wydawcą wspomnianego periodyku jest Polska Misja Katolicka w Brazylii. Do 2021 ukazało się 23 numery czasopisma. ISSN 2177-4730.
- Jako rektor PMK rozpoczął w lipcu 2009 r. wydawanie biuletynu „Echo Polskiej Misji Katolickiej w Brazylii”. Od stycznia 2012 r. biuletyn zaczął ukazywać się pod nową nazwą „Echo Polonii Brazylijskiej”. Periodyk był wydawany co dwa miesiące i był publikowany w całości w języku polskim (Format A4, 12 stron). Było to jedyne czasopismo ukazujące się po polsku w Brazylii. Pod koniec 2016 r. redaktor podjął decyzję o zaprzestaniu redagowania i wydawania pisma ze względu na brak jakiegokolwiek zaplecza finansowego, a także nie mając odzewu od czytelników, których zachęcał do przesyłania informacji z życia wspólnot polonijnych w Brazylii.
- Ponadto prowadzi dwa portale internetowe w języku polskim i portugalskim:
1. Polska Misja Katolicka w Brazylii https://www.polska-misja.com.br[12]
2. Czasopismo "POLONICUS - Revista de reflexão Brasil-Polônia" https://polonicus.com.br[13]

W ostatnich latach zajmuje się kilkoma projektami, są to m.in.:
- Trudne dzieje polskiego osadnictwa w Orle Białym–ES (od 1929 – po czasy współczesne),
- Obecność Polaków i ich potomków w Porto Alegre,
- Słownik biograficzny Polonii brazylijskiej (kontynuacja wydania z 2000),
- Rola emigrantek polskich i ich potomkiń w rozwoju stanu Rio Grande do Sul.

## Publikacje
Publikacje książkowe:
1. Obecność Polaków i Polonii w Rio de Janeiro, Lublin: Stowarzyszenie „Wspólnota Polska” 1995, ss. 362 + aneks zdjęciowy. ISBN 83-86441-12-7. ISSN 1233-0272. (Tłumaczenie na język portugalski: A presença dos poloneses e da Comunidade polônica no Rio de Janeiro, Warszawa: CESLA UW 1998, ss. 300; tłumaczenie Benedykt Grzymkowski SChr). ISBN 83-85620-32-X
2. W służbie Kościoła i Polonii. Towarzystwo Chrystusowe: Funkcje społeczne i duszpasterskie w środowisku polonijnym w Ameryce Łacińskiej, Warszawa: CESLA UW 1998, ss. 292. ISBN 83-85620-44-3
3. Słownik biograficzny Polonii brazylijskiej, Warszawa: CESLA UW 2000, ss. 207. ISBN 83-85620-62-1
4. Perfis polônicos no Brasil (współautor z Ruy Christovam Wachowicz), Curitiba: Vicentina 2000, ss. 476. 
5. W trosce nie tylko o rodaków. Misjonarze polscy w Brazylii, Curitiba: Vicentina 2001, ss. 290 + aneks zdjęciowy. (Tłumaczenie na język portugalski: Solicitude não apenas com os patrícios. Missionários poloneses no Brasil, Curitiba: Vicentina 2001, ss. 290 + aneks zdjęciowy; tłumaczenie Mariano Kawka).
6. Srebrny jubileusz Prowincji Towarzystwa Chrystusowego w Ameryce Południowej (red.), Kurytyba - Kraków: DjaF 2004, ss. 277 (+ aneks zdjęciowy).
7. Polônia e Polono-Brasileiros. História e Identidades (red.), Curitiba: Projeções 2007, ss. 189.
8. Ślady polskie w Brazylii / Marcas da presença polonesa no Brasil, Warszawa: Instytut Studiów Iberyjskich i Iberoamerykańskich Uniwersytetu Warszawskiego i Muzeum Historii Polskiego Ruchu Ludowego w Warszawie 2008, ss. 320. ISBN 978-83-60093-61-0
9. Polonii brazylijskiej obraz własny. Zapiski emigranta (1979-2006), Kurytyba: Projeções 2007, ss. 317 + aneks ilustracji; Tenże; Polonii brazylijskiej obraz własny. Zapiski emigranta (2007-2010), Warszawa: Instytut Studiów Iberyjskich i Iberoamerykańskich Uniwersytetu Warszawskiego i Muzeum Historii Polskiego Ruchu Ludowego w Warszawie 2010, ss. 162 + aneks ilustracji.ISBN 978-83-62171-60-6
10. Hołd Polaków dla Orła z Hagi w 90. rocznicę śmierci Ruia Barbosy / Tributo dos poloneses à Águia de Haia no 90 aniversário da morte de Rui Barbosa (współautor z Renatą Siuda Ambroziak), Curitiba: Corgraf Indústria Gráfica Ltda 2013, ss. 64. ISSN 2177-4730.
11. Mensageiro de ideais. Silhueta do Pe. Benedito Grzymkowski SChr (red.), Curitiba: Corgraf Indústria Gráfica Ltda 2013, ss. 208 (+ aneks zdjęciowy).
Artykuły publikowane w wydaniach książkowych:
- Duchowieństwo i duszpasterstwo polskie w Brazylii, w: Relacje Polska – Brazylia. Historia i współczesność, red. Andrzej Dembicz, Marcin Kula, Warszawa: CESLA UW 1996, s. 93–100. ISBN 83-85620-41-9
- Clero e sacerdócio polonês no Brasil, w: Relações entre Polônia e Brasil. Passado e presente, red. Andrzej Dembicz, Marcin Kula, Warszawa: CESLA UW 1998, s. 101–108.
- Dialog międzykulturowy – optyka brazylijska, w: Rola duszpasterstwa polskiego w organizacji społeczności lokalnych w Ameryce Łacińskiej. Materiały z Konferencji Warszawa, 4–5 grudnia 1998, red. Mariusz Malinowski, Warszawa: CESLA UW 1999, s. 26–31.
- Towarzystwo Chrystusowe w Ameryce Południowej i jego specyfika, w: Rola duszpasterstwa polskiego w organizacji społeczności lokalnych w Ameryce Łacińskiej. Materiały z Konferencji, Warszawa, 4–5 grudnia 1998, red. Mariusz Malinowski, Warszawa: CESLA UW 1999, s. 187–199.
- Tożsamość polsko-brazylijska: doświadczenia z pracy duszpasterskiej w środowiskach wiejskich i wielkomiejskich Brazylii, w: Tożsamość oraz percepcja Polski i polskości w środowiskach Polonii latynoamerykańskiej. Materiały z Konferencji, Warszawa, 2–3 grudnia 1999, red. Mariusz Malinowski, Warszawa: CESLA UW 2000, s. 181–185.
- Jerzy Chmielewski ‘Rafał’ (1904–1966) – bohater II wojny światowej, zasłużony w rozwoju rybołówstwa w Brazylii, w: Losy Polaków. Materiały III Sympozjum Biografistyki Polonijnej, Rzym 1998, red. Agata i Zbigniew Judyccy, Lublin: Czelej 1998, s. 223–224.
- Stefania Płaskowiecka-Nodari (1892–1973) – działaczka i dobrodziejka polonijna, w: Losy Polek. Materiały IV Sympozjum Biografistyki Polonijnej, Wiedeń 1999, red. Agata i Zbigniew Judyccy, Lublin: Czelej 1999, s. 182–183.
- Sylwetka polskiego pedagoga w Brazylii na przykładzie Hieronima Durskiego i Henryka Siewierskiego, w: Teoria biografistyki. Krakowianie, Uczeni, Pedagodzy polscy w świecie, Kraków 2000. Materiały V Sympozjum Biografistyki Polonijnej, red. Agata i Zbigniew Judyccy, Lublin: Czelej 2000, s. 222–225.
- Kapitan Stanisław Przewodowski w służbie brazylijskiej marynarki wojennej, w: Polacy i osoby polskiego pochodzenia w siłach zbrojnych i policji państw obcych. Materiały VI Międzynarodowego Sympozjum Biografistyki Polonijnej, red. Agata i Zbigniew Judyccy, Toruń: Oficyna Wydawnicza Kucharski 2001, s. 275–277.
- Biskupi polscy i polskiego pochodzenia w Brazylii, w: Duchowieństwo polskie w świecie. Materiały VII Międzynarodowego Sympozjum Biografistyki Polonijnej, Rzym 2002, red. Agata i Zbigniew Judyccy, Toruń: Oficyna Wydawnicza Kucharski 2002, s. 190–197.
- A atuação dos padres da Sociedade de Cristo no município de Itaiópolis, w: Colônia Lucena – Itaiópolis. Crônica dos imigrantes poloneses, red. Wilson Carlos Rodycz, Florianópolis – Itaiópolis: IOESC 2002, s. 186–201.
- Polska imigracja w brazylijskim stanie Espírito Santo: kolonia Águia Branca. Wprowadzenie do zagadnienia, w: Ameryka Łacińska – rozumem i sercem / América Latina – con razón y corazón, red. Francisco Rodríguez, Warszawa: CESLA UW 2003, s. 281–294. ISBN 83-89251-09-4
- Spojrzenie na aktualną literaturę polonijną w Brazylii, w: Zdzisław Malczewski, Polonii brazylijskiej obraz własny. Zapiski emigranta (2007–2010), Warszawa 2010, s. 85–86. ISBN 83-62171-60-X
- Pierwsza wizyta polskiego hierarchy w Brazylii. 70. rocznica pobytu kard. Augusta Hlonda, Prymasa Polski (1934–2004), w: Sentire cum Societate. W 75. rocznicę powstania Towarzystwa Chrystusowego dla Polonii Zagranicznej, red. ks. Wojciech Necel TChr, Poznań: Hlondianum 2007, s. 237–246.
- 50 lat Towarzystwa Chrystusowego w Brazylii. Historia, rzeczywistość i perspektywy na przyszłość, w: Zdzisław Malczewski, Polonii brazylijskiej obraz własny. Zapiski emigranta (2007–2010), Warszawa: (seria: Biblioteka Iberyjska), red. J. Mazurek, Warszawa: Instytut Studiów Iberyjskich i Iberoamerykańskich Uniwersytetu Warszawskiego oraz Muzeum Historii Polskiego Ruchu Ludowego 2010, s. 66–79. ISBN 83-62171-60-X
- Polonia w Orle Białym współcześnie. Analiza przeprowadzonych badań, w: Zdzisław Malczewski, Polonii brazylijskiej obraz własny. Zapiski emigranta (2007–2010), Warszawa: (seria: Biblioteka Iberyjska), red. J. Mazurek, Warszawa: Instytut Studiów Iberyjskich i Iberoamerykańskich Uniwersytetu Warszawskiego oraz Muzeum Historii Polskiego Ruchu Ludowego 2010, s. 111–121. ISBN 83-62171-60-X
- Zarys dziejów duszpasterstwa polskiego w Porto Alegre, w: Polski misjonarz na ziemi argentyńskiej. Studia historyczne i politologiczne, red. Marek Szczerbiński i Krzysztof Wasilewski, Gorzów Wielkopolski: S.I. „Warta” 2011, s. 183–192. ISBN 978-83-933510-0-8
- Przesłanie jubileuszowe z Brazylii dla Dostojnego p. prof. zw. dr hab. Lecha Trzeciakowskiego, w: Liber Amicorum Profesora Lecha Trzeciakowskiego, Poznań: UAM 2012, s.281–287.
- Misjonarze polscy w Brazylii. Od duszpasterstwa polonijnego do posługi w Kościele lokalnym, w: Polacy i ich potomkowie w Ameryce Łacińskiej, red. Rafał Raczyński, Gdynia: Muzeum Emigracji 2017, s. 262-278. ISBN 978-83-65751-00-3[potrzebny przypis]
- Rola polskiego duszpasterstwa w Brazylii w zachowaniu więzi Polonii z krajem pochodzenia, w: Polska i Brazylia - bliższe niż się wydaje, red. Jerzy Mazurek, Warszawa: Zakład Brazylianistyki Studiów Iberyjskich i Iberoamerykańskich UW, Muzeum Polskiego Ruchu Ludowego, Muzeum Niepodległości, Towarzystwo Polsko-Brazylijskie 2020, s. 283-313. ISBN 978-83-65911-59-9, ISBN 978-83-7901-251-0, ISBN 978-83-666-40-18-4[potrzebny przypis].

## Nagrody i odznaczenia
- W 1996 otrzymał Krzyż Oficerski Orderu Odrodzenia Polski nadany przez prezydenta Rzeczypospolitej Polskiej „za postawę patriotyczną, zasługi w pracy na rzecz kształtowania właściwego obrazu Polski zagranicą oraz kultywowanie polskich tradycji narodowych”[1].
- W 2003 został odznaczony złotą odznaką honorową Stowarzyszenia Polskich Kombatantów "w uznaniu zasług położonych dla realizacji celów stowarzyszenia"[potrzebny przypis].
- W 2004 w Senacie RP odebrał wyróżnienie czasopisma „Forum Polonijne” w Lublinie – statuetkę Polonijne Orle Pióro „za działalność polonijną i publicystyczną”[14].
- W 2008 na Uniwersytecie Warszawskim – podczas międzynarodowego kolokwium i forum naukowego z okazji 20-lecia Centrum Studiów Latynoamerykańskich (CESLA) – otrzymał medal „XX Rocznica CESLA. Drowi Zdzisławowi Malczewskiemu za jego nieoceniony wkład dla rozwoju CESLA i studiów latynoamerykańskich na Uniwersytecie Warszawskim. Warszawa, 26 maja 2008”[14].
- W 2011 otrzymał od Rady Municypalnej Kurytyby „Medal Zasługi im. Fernando Amaro” za działalność publicystyczną i wydawniczą[1].
- W 2013 z okazji 93. urodzin Karola Wojtyły otrzymał od Parlamentu Stanu Paraná dyplom uznania za współpracę z Kościołem katolickim w Paranie[15].
- W 2013 Rada Municypalna Kurytyby przyznała ks. Zdzisławowi dyplom pochwalny za opracowanie i wydanie książki „Zwiastun nadziei” o ks. Benedykcie Grzymkowskim SChr[1].
- W 2013 odznaczony przez arcybiskupa Józef Kowalczyka Medalem Prymasa Polski „za zasługi dla Kościoła i Narodu”[16].
- W 2015 otrzymał w Parlamencie Stanu Paraná dyplom uznania za poświęcenie się pracy humanitarnej i w służbie Kościoła katolickiego[potrzebny przypis].
- W 2016 Nagroda Literacka Związku Pisarzy Polskich na Obczyźnie „za popularyzowanie kultury polskiej w świecie”[17].
- W 2017 otrzymał od Instytutu Pamięci Narodowej nagrodę "Świadek Historii". Nagroda ma kształt plakietki (ze wstążką) i, podobnie jak medal, była przypinana do ubrania w trakcie uroczystości wręczania nagrody "Świadek Historii" dnia 14 listopada 2017 r. w Pałacu na Wyspie w Łazienkach Królewskich w Warszawie dla osób i instytucji spoza Polski w jej III edycji[18].
- W 2019 r. otrzymał order "Krzyż Polonii" przyznany przez Światową Radę Badań nad Polonią "za wkład w rozwój nauki i kultury za granicą, za propagowanie i obronę dobrego imienia Polaków i Polski, za głoszenie prawdy historycznej i obronę katolickich wartości Narodu Polskiego oraz rozpowszechnianie wiedzy polskich osiągnięciach w rozwoju nauki, kultury i techniki"[19].
- W 2023 r. z rąk ministra edukacji i nauki port. Przemysława Czarka otrzymał Złoty medal "Zasłużony dla Nauki Polskiej Sapientia et Veritas".
- Tego samego roku podczas Kongresu dla Niepodległej zorganizowanego przez Światowe Stowarzyszenie Republika Polonia otrzymał w Kancelarii Premiera Rządu RP z rąk sekretarza Stanu Jana Dziedziczaka "Odznakę Honorową za Zasługi dla Polonii i Polaków Za granicą" przyznana przez premiera Mateusza Morawieckiego.